# Murtoa
Murtoa är en ort i Australien. Den ligger i kommunen Yarriambiack och delstaten Victoria, omkring 260 kilometer nordväst om delstatshuvudstaden Melbourne. Antalet invånare är 912. Den ligger vid sjön Lake Marma.
Trakten runt Murtoa är nära nog obefolkad, med mindre än två invånare per kvadratkilometer.. Det finns inga andra samhällen i närheten.
Trakten runt Murtoa består till största delen av jordbruksmark. Genomsnittlig årsnederbörd är 528 millimeter. Den regnigaste månaden är juli, med i genomsnitt 80 mm nederbörd, och den torraste är januari, med 13 mm nederbörd.